# Sasha (I Cavalieri dello zodiaco)
Sasha (サーシャ?, Sāsha) è un personaggio immaginario del manga Lost Canvas e nel manga Next Dimension, rappresenta la reincarnazione di Atena precedente a Isabel (Saori Kido). Esistono 2 versioni di questo personaggio, quella di Lost Canvas e quella in Next Dimension(seguito della serie classica).

## Nome
Il nome Sasha è il diminutivo di Alexandrà, che significa protettrice di uomini; il nome risulta molto azzeccato, data la natura ed il compito di Atena, di cui Sasha è la reincarnazione.

Sasha nella copertina di un volume del manga The Lost Canvas

## Sasha (Lost Canvas)
A differenza della sua reincarnazione, Sasha è nata in Italia ed è cresciuta povera in un orfanotrofio prima di essere portata al Santuario, in vista della guerra contro Ade, da Sisifo del Sagittario.
Quand'era all'orfanotrofio i suoi migliori amici erano suo fratello maggiore Aron e Tenma. Simbolo della loro amicizia e del loro legame sono tre braccialetti di fiori, intrecciati dalla stessa Sasha prima di partire per la Grecia con la promessa che avrebbero tenuto uniti fra loro i tre amici.
Sasha reincontrerà Tenma al Santuario, mantenendo con lui il profondo rapporto d'amicizia (è l'unico Cavaliere che la maggior parte delle volte la chiama per nome anziché Atena), essendo entrambi determinati a salvare Aron dallo spirito di Ade.
In un certo modo contrapposta a Sasha è Pandora, la sacerdotessa del dio Ade che ha il compito di prendersi cura del prescelto per ospitare la divinità come se fosse suo fratello minore. Pandora odia infatti Atena proprio per essere rinata come vera sorella di Aron, avendogli così impedito di adempiere al suo compito; la sacerdotessa, inoltre, è molto possessiva col dio ed è gelosa del legame che unisce Aron/Ade a Sasha e Tenma. Per ben due volte Pandora, ha impedito a Sasha e Tenma di liberare Aron dallo spirito di Ade.
La contrapposizione tra le due ragazze viene espressa dall'autrice anche attraverso il modo di vestire: se i vestiti di Sasha sono di colore bianco ed esprimono l'idea di purezza, quelli di Pandora sono neri e spesso provocanti, lasciando spesso scoperte ampie zone del suo corpo.
Fisicamente Sasha è molto simile alla Lady Isabel dell'anime per via dei capelli lilla (nel manga Isabel è castana)
Sasha morirà insieme ad Alone e Tenma alla fine della guerra sacra, scacciando Ade nell'Elisio.

## Sasha (Saint Seiya Next Dimension)
Dal volume 14 di Saint Seiya Next Dimension (sequel canonico di Saint Seiya), appare anche in Next Dimension la reincarnazione di Atena del 18º secolo che ha il nome di Sasha. È una graziosa e gentile ragazza che viveva nella città di Firenze (Italia) ed era amica d'infanzia di Alone e Tenma. Dopo l'arrivo di Saori (Atena del 20º secolo) nel 18º secolo, Sasha è caduta in un sonno profondo a causa della grande distorsione spazio/temporale(causata dal viaggio indietro nel tempo di Saori), e da allora viene soprannominata "La principessa addormentata". Viene attaccata da alcuni Spectres di Hades inviati da Pandora per ucciderla, tra cui il potente Giulietta di Papillon, ma verrà protetta da Tenma di Pegasus che dopo un duro combattimento riuscirà a sconfiggerli.
.
In seguito al ritorno di Saori nel futuro, Sasha si risveglia e insieme a Tenma e gli altri Saint del 18º secolo dà inizio alla guerra sacra contro Hades del suo tempo.